# Påläng
Påläng (soms Pålänge) is een dorp binnen de Zweedse gemeente Kalix. Het gebied rond Påläng komt vanaf de 10e eeuw langzaam boven de zeespiegel te liggen, als het land zich hier in de buurt ontworstelt aan de zee, als gevolg van een verstoring binnen de isostasie. Het dorp wordt voor het eerst genoemd in de 15e eeuw in de handelsvaart met Stockholm. In 1492 wordt het genoemd in een gedenkboek, als plaats waar Jöns Hermansson heeft geleefd.
Pålänge ligt aan de Pålängfjord, een baai aan de Botnische Golf. Een kilometer ten noorden van Påläng ligt het gehucht Pålängeå, dat aan de Siknäsfjord ligt.
Bestuurscentrum: Kalix (tätort)
Tätort: Båtskärsnäs · Bredviken · Gammelgården · Karlsborg · Morjärv · Nyborg · Påläng · Risögrund · Rolfs · Sangis · Töre
Småort: Åkroken · Björkfors · Börjelsbyn · Granholmen · Innanbäcken · Innanlandet · Kälsjärv · Lappbäcken · Målson · Månsbyn · Ryssbält · Siknäs · Storön · Stråkanäs · Sören · Vallen · Vånafjärden
Overig: Björkvattnet · Bjumisträsk · Bondersbyn · Brattlandet · Empoberget · Forsbyn · Granån · Grubbnäsudden · Grytnäs · Hällfors · Holmträsk · Hömyrfors · Kamlunge · Klinten · Korpikå · Långfors · Lantjärv · Marieberg · Moån · Östanfjärden · Östra Flakaträsk · Östra Granträsk · Övermorjärv · Räktjärv · Rian · Småkvarn · Sockenträsk · Stora Lappträsk · Storsien · Tjäruträsk · Törböle · Törefors · Västannäs · Västra Flakaträsk · Vitvattnet ·